# Enzo Bulleri
Enzo Daniel Bulleti (Pujato, Santa Fe, 3 de noviembre de 1956) es un exfutbolista argentino. Jugó de volante derecho y llegó a ser internacional con la albiceleste argentina. Estuvo preseleccionado para disputar el mundial de España en 1982. 
Debutó en el futbol profesional en Newell's Old Boys de Rosario en 1976, y a comienzos de los 80 fichó por uno de los grandes de Argentina, River Plate, donde estuvo dos temporadas. Bulleri era un centrocampista trabajador, y con bastante llegada. Prueba de ello es que hizo 20 goles en sus 116 partidos en Newell's, y 7 goles en 50 partidos con River Plate.
Durante su estancia en River Plate, el Celta de Vigo se fijó en él, y lo fichó mediada la temporada 1983-84.
Tras finalizar la temporada con el Celta un año más en segunda, Bulleri dejaba Vigo para regresar a su país natal, y jugar de nuevo en su primer equipo, Newell's Old Boys.
Trayectoria 
1975-81 Newell's Old Boys (Arg)
1981-83 CA River Plate (Arg)
1983-84 RC Celta (2.ª División A)
1984-85 Newell's Old Boys (Arg)
1995-96 General Belgrano (Arg)